# 張承賫
張承賚（？—？），字良甫，浙江紹興府上虞縣人，民籍，明朝政治人物。

## 生平
嘉靖二十八年（1549年）己酉科浙江鄉試第四十九名舉人。嘉靖三十八年（1559年）中式己未科會試第八十六名，三甲第二十五名進士。授松江府推官，四十一年十一月选授南京刑科給事中，四十四年九月出为湖广按察司佥事，隆庆元年（1567年）九月被劾调簡。

## 家族
曾祖張瑁；祖父張文溥；父張校，母李氏。永感下。